# Batjan (eiland)

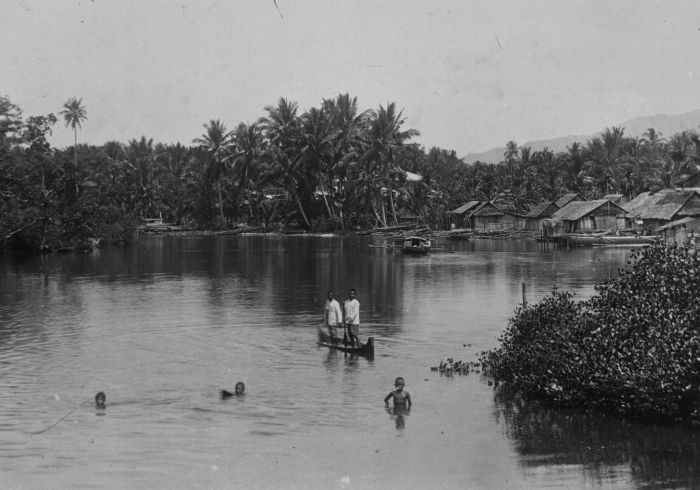
Zwemmende kinderen bij Labuha op Batjan in de jaren 1930
Collectie Wereldmuseum Amsterdam

Batjan (Indonesisch: Bacan) is een eiland in de Noord-Molukken in Indonesië. Het is 1800 km² groot en het hoogste punt is 2111 m. Het is het grootste eiland en er woonden in 2010 60.742 mensen. Het administratief centrum  Labuha van de regentschap Halmahera Selatan ligt op dit eiland.

## Fauna
Onder andere de netpython (Broghammerus reticulatus) komt voor op het eiland en 192 vogelsoorten waaronder 21 soorten die staan op de Rode Lijst van de IUCN zoals bijvoorbeeld de molukkenlori (Lorius garrulus) en de witte kaketoe (Cacatua alba).
De volgende zoogdieren komen er voor: muskusspitsmuis, Suncus murinus (prehistorisch geïntroduceerd),  kuifmakaak, Macaca nigra (geïntroduceerd),  loewak, Paradoxurus hermaphroditus (geïntroduceerd),  wild zwijn, Sus scrofa (prehistorisch geïntroduceerd),  Polynesische rat, Rattus exulans (prehistorisch geïntroduceerd),  Aziatische zwarte rat, Rattus tanezumi (prehistorisch geïntroduceerd),  halmaherakoeskoes, Phalanger ornatus,  suikereekhoorn, Petaurus breviceps
, Rattus morotaiensis, Dobsonia crenulata,  grottenvleerhond, Eonycteris spelaea,  kleine langtongvleerhond, Macroglossus minimus, Nyctimene albiventer, Pteropus caniceps, Pteropus conspicillatus, Pteropus personatus, Rousettus amplexicaudatus, Syconycteris carolinae, Emballonura nigrescens, Aselliscus tricuspidatus, Hipposideros cervinus, Hipposideros diadema, Hipposideros papua, Rhinolophus euryotis, Rhinolophus keyensis, Glischropus tylopus, Miniopterus australis, Murina florium en Myotis ater